# عصير ليمون سويسري

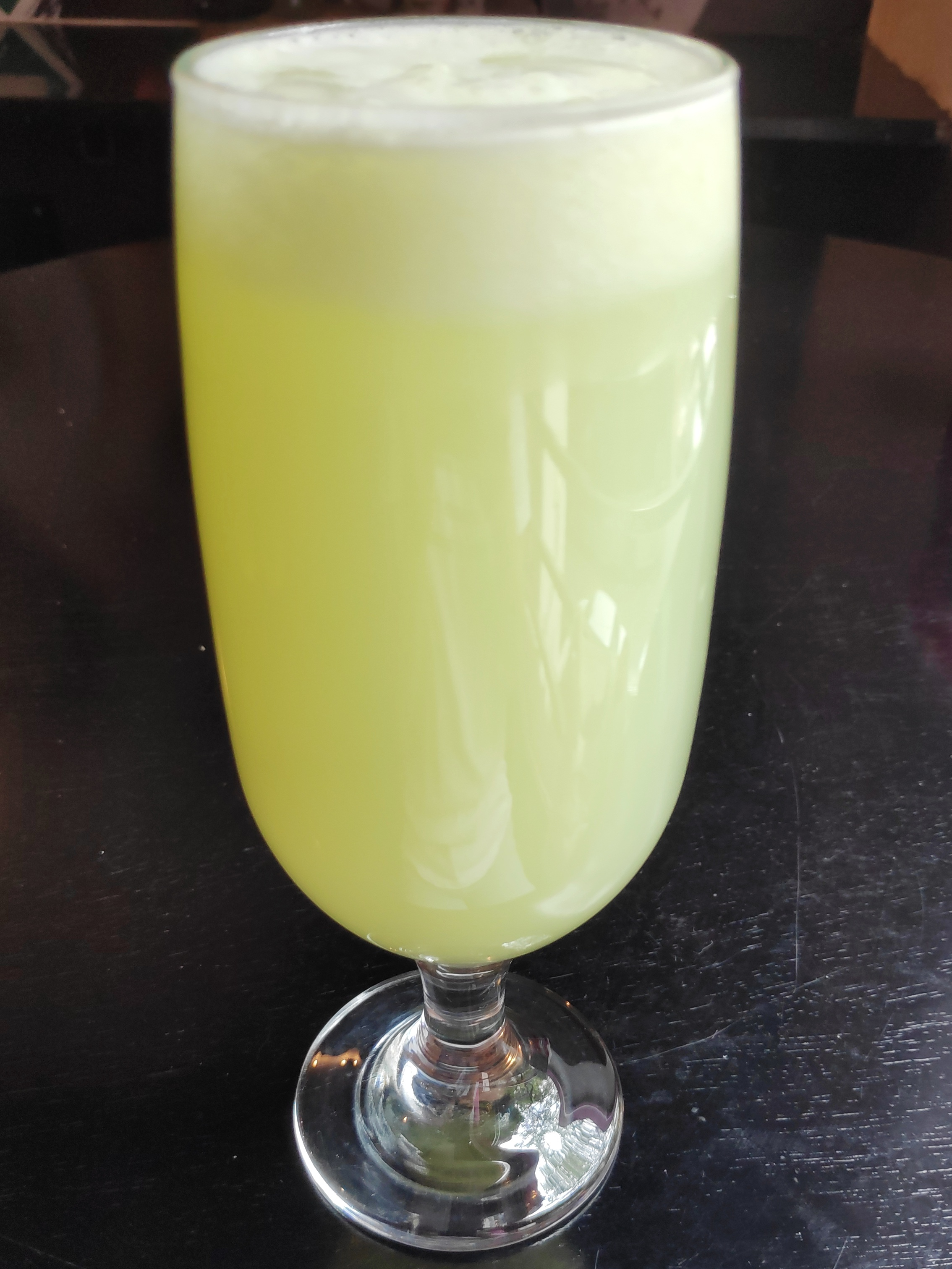
عصير ليمون سويسري

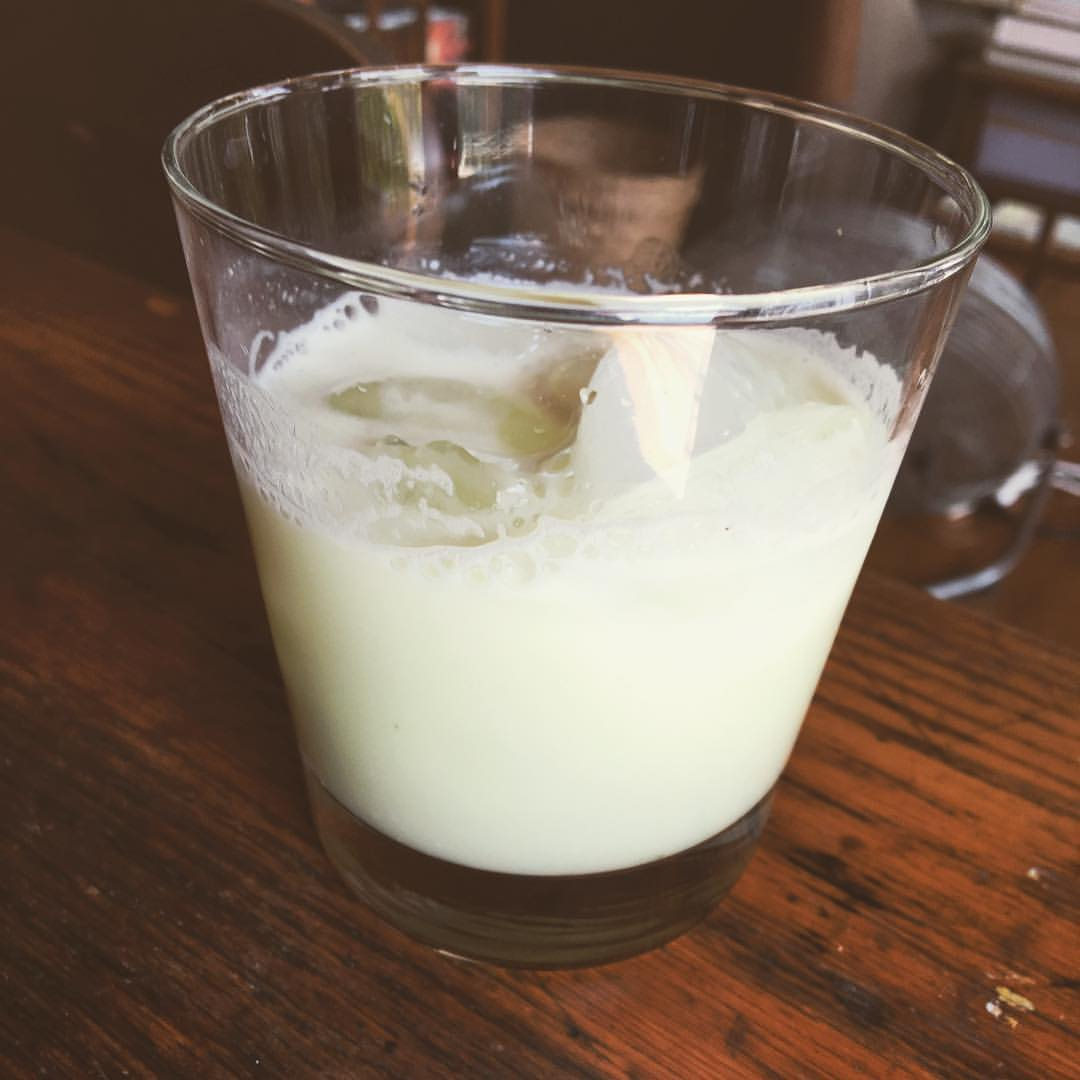
Limonada suíça com leite condensado (عصير ليمون سويسري مع حليب مكثف)

عصير الليمون السويسري  أو limonada suíça ( Brazilian Portuguese ) هو نوع من عصير الليمون البرازيلي المصنوع من قطع الليمون مع القشر ومكعبات الثلج والسكر والماء. عادة ما يتم خفق المكونات معًا في الخلاط ثم تصفيتها. هناك عدة إصدارات من هذا المشروب ، بما في ذلك نوع يحتوي على حليب مكثف يسمى ( (بالبرتغالية: limonada suíça com leite condensado‏) ) باللغة البرتغالية. 